# Mezőzombor
Mezőzombor là một thị trấn thuộc hạt Borsod-Abaúj-Zemplén, Hungary. Thị trấn này có diện tích 38,78 km², dân số năm 2010 là 2448 người, mật độ 63 người/km².